# Fòrum de cultura lliure
El Fòrum de cultura lliure (Free Culture Forum, Fcforum) és una trobada internacional que reuneix organitzacions i experts en l'àmbit de la cultura, els drets digitals i l'accés al coneixement lliure per crear un marc estratègic global i una estructura de coordinació internacional. La primera edició va tenir lloc a Barcelona l'octubre de 2009.

## Organitzadors
El Fcforum 2009 va ser organitzat per Xnet (abans coneguda com a eXgae), Simona Levi, Mayo Fuster Morell, Networked Politics i Free Knowledge Institute. El Fcforum 2010 va ser organitzat per Xnet, Simona Levi, Mayo Fuster Morell, Yproductions i, amb l'assessorament de Felix Stalder.
En la trobada participen organitzacions, artistes, membres del moviment de Cultura Lliure, advocats, economistes, professors universitaris, furoners, bloggers i investigadors de més de 20 països.

## Fcforum 2009
El primer Fcforum es va celebrar a Barcelona entre el 29 d'octubre i l'1 de novembre de 2009, coincidint amb la segona gala dels oxcars i la presidència espanyola de la Unió Europea. En ell es van elaborar propostes per presentar l'opinió de la ciutadania davant el debat sobre la privatització de la creació i la "propietat intel·lectual" i la seva incidència en l'accés al coneixement i en la creació i distribució de l'art i la cultura. A l'esdeveniment van acudir observadors oficials de la Comissió de Cultura i Educació i de la Comissió de Protecció dels Consumidors de la Unió Europea, de la Secretaria de Cultura Digital del govern del Brasil i de diferents institucions i partits polítics.
Els participants es van reunir a cinc taules de treball dividides per temàtiques a fi de realitzar quatre resultats concrets:
1. Constituir una Carta de Reivindicacions amb validesa internacional.
2. Establiment d'una xarxa de suport i mobilització per optimitzar l'eficàcia de les xarxes existents.
3. Acostar els temes al gran públic.
4. Coordinar accions futures.

### Temàtiques
Els participants del Fcforum es van organitzar en grups de treball centrats en les següents temàtiques:
1. Perspectives legals i accés dels usuaris
  1. Accés al coneixement i drets dels ciutadans
  2. Regulació del repartiment dels drets d'autor
  3. Regulació d'Internet
2. Economies, nous models P2P i sostenibilitat distributiva
3. Educació i gestió del coneixement
4. Programari lliure i estàndards oberts: filosofia furonera de coneixement compartit i eines d'acció
5. Lògica organitzativa i implicacions polítiques de la cultura lliure

### Carta per a la innovació, la creativitat i l'accés al coneixement
Els participants del Fcforum 2009 van redactar de manera col·lectiva un document sobre els drets dels artistes i els ciutadans en l'era digital. Emparada en la declaració del Comitè de Drets Econòmics, Socials i Culturals de l'Onu, la Carta proposa una sèrie de reformes inspirades en l'economia social per adaptar la legislació, la gestió de drets d'autor i les infraestructures al nou context de l'era digital i reivindica que la lliure circulació de la cultura és compatible que els artistes rebin una remuneració. Defensa el dret de cita, el dret de còpia privada, sempre que sigui sense ànim de lucre, i el fair use. Reclama també el dret dels ciutadans a servei universal de banda ampla, a la "lliure disposició de la ciència, la cultura, el coneixement i les tecnologies propietat de les institucions públiques" i a relacionar-se amb l'Administració Pública mitjançant estàndards oberts.
El document va ser difós a través d'Internet i fou enviat a un miler de governs i institucions polítiques i socials de tot el món. Ha estat utilitzada com document de treball en congressos i conferències sobre el tema, com el 26th Chaos Communication Congress (Berlín, 2010) i la Free Culture X Conference (Nova York, 2010).

## FCForum 2010
La segona edició del Fcforum es va celebrar a Barcelona del 28 al 31 d'octubre de 2010 i va girar entorn dels nous models de beneficis en l'era digital.

### Temàtiques
Els i les participants del Fcforum es van organitzar en grups de treball centrats en les següents temàtiques:
1. Sostenibilitat econòmica i governança de la col·laboració oberta on line
2. Nous models de sostenibilitat per al sector creatiu
3. Infraestructura lliure i oberta per a la collaboration oberta
4. Eines per a reformes polítiques
5. La informació produïda pel sector públic

### Models sostenibles per a la creativitat en l'era digital
El febrer de 2011 es van fer públics dos documents elaborats arran d'aquesta trobada: Declaració del Fcforum: Models sostenibles per a la creativitat  i el Manual d'ús per a la creativitat sostenible , dirigits a reformadors polítics, ciutadans i activistes de la cultura lliure. El punt de partida d'ambdós documents és que l'actual sistema de gestió dels drets d'autor i distribució cultural ha quedat obsolet en l'era digital i que el programari lliure i la producció i distribució entre parells no són incompatibles amb les estratègies de mercat i la distribució comercial. El Manual proposa nous models, amb ànim de lucre i sense, i insisteix que Internet ha de romandre lliure i oberta per permetre desenvolupar models de col·laboració en línia, ja que és una eina que posa en contacte a creadors i públic. El manual fa un repàs de nous models de finançament que ja s'estan duent a terme, com el freemium, el micromecenatge o els sistemes de micropagaments en els quals els usuaris realitzen petites aportacions econòmiques a projectes que busquen diners per començar (com Kickstater o lanzanos.com) o a iniciatives ja en marxa que reben diners en funció de les votacions dels usuaris (com Flattr, creat per Peter Sunde i Linus Olsson). Proposa també que els creadors de plataformes comercials de cooperació comparteixin els ingressos amb els creadors dels continguts que publiquen.
La Declaració del Fcforum ha estat firmada per 80 persones i organitzacions, entre elles Richard Stallman.

## FCForum 2014
La sisena edició del FCForum es va desenvolupar en diversos espais i dies:
El 4 de novembre al Barcelona Growth Center va tenir lloc la jornada sobre Democràcia en Xarxa i Tecnopolítica en la què vuit ponents van explicar a partir de la seva experiència ambdues dimensions i pràctiques de la tecnopolítica i la democràcia. Els ponents van ser: Joan Subirats i Humet catedrático de la (Universitat Autònoma de Barcelona, Simona Levi, fundadora de Xnet, Ismael Peña-López, professor de la UOC, Víctor Sampedro, professor de la Universidad Rey Juan Carlos, Antonio Ruíz, d'Appgree, Sergio Salgado de 15MpaRato i Partido X, Javier Toret, Miguel Arana, membre del Laboratorio Democrático i Francesca Bria, responsable del projecte europeu D-CENT.
Els dies 5, 6 y 7 de novembre en el Centre Universitari del Disseny de Barcelona van tenir lloc diversos talelrs sobre eines de disseny i conferències al voltant de cinc blocs:
- Pràctiques de disseny lliure
- Pròtesis i andròmines i andròmines
- Hardware obert i disseny
- Perspectives crítiques en art i disseny
- Disseny d'espais oberts[16]

Participants
En aquesta edició hi van participar nombrosos dissenyadors, artistes, associacions i col·lectius culturals com: Anne Laforet, Femke Snelting, Josianito Llorente, En torno a la silla, Exando una Mano, Ana Isabel Carvalho y Ricardo Lafuente, OSP, Raúl Nieves (Faboratory), Tomas Diez (FabLabBcn), LaCol, Zuloark o Makea Tu Vida.
Els dies 27, 28 y 29 de novembre va tenir lloc al Centre de Cultura Contemporània de Barcelona, The Influencers, un festival d'art no convencional, guerrilla de la comunicació i entreteniment radical.